# Centre Aeroespacial Alemany

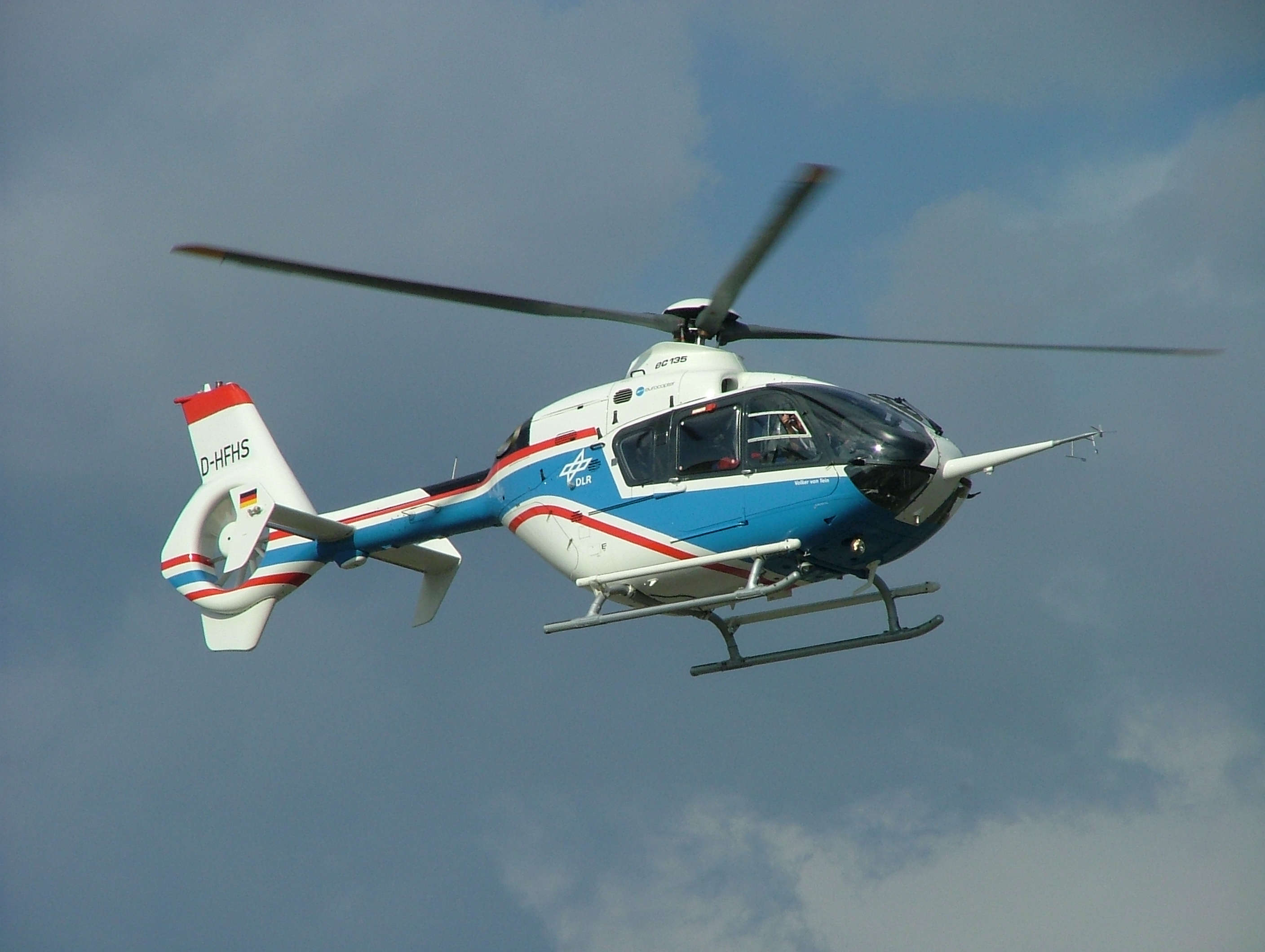
Helicòpter de DLR.

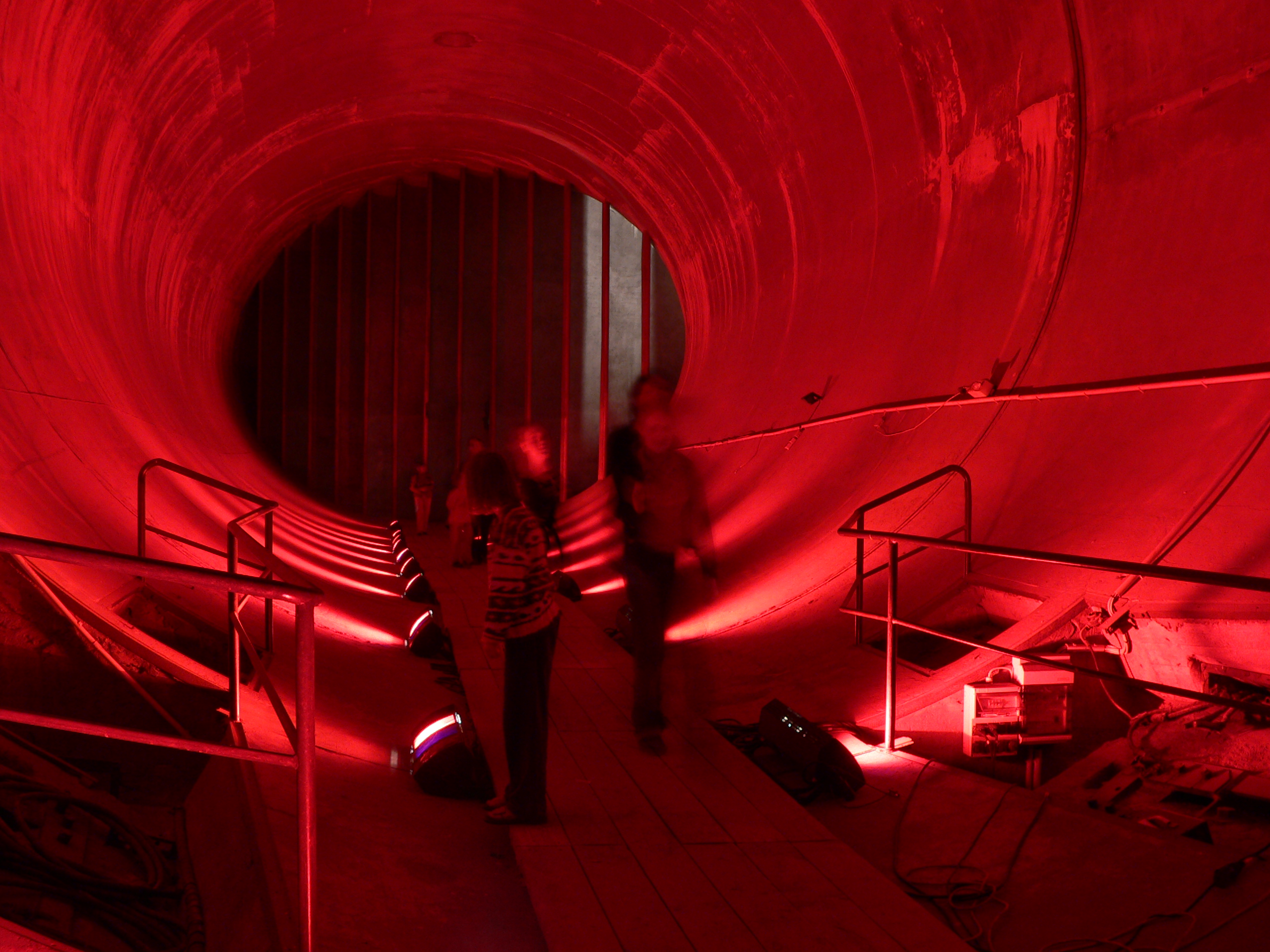
Túnel de vent Adlershof de DLR.

El Centre Aeroespacial Alemany (Deutsches Zentrum für Luft-und Raumfahrt eV) és el centre de recerca nacional per aviació i vols espacials d'Alemanya i de l'Agència espacial Alemanya. El DLR és membre de l'Associació Helmholtz.
Els seus amplis camps d'investigació i desenvolupament inclouen diverses àrees de cooperació nacional i internacional. A més de dels projectes investigadors, DLR és l'agència central designada per les activitats alemanyes de vols espacials i temes relacionats. DLR administra el pressupost del govern alemany en temes relacionats amb l'espai, que totalitza 846 milions d'euros (1242 milions de dòlars).

## Història
El DLR es va crear el 1969 sota el nom de Deutsche Forschungs-und Versuchsanstalt für Luft-und Raumfahrt (DFVLR) (en català Institut de Recerca i Verificació Alemany per a l'Aviació i els Vols Espacials") després de la fusió de tres ens: Aerodynamische Versuchsanstalt, AVA (en català "Laboratori d'Aerodinàmica"), el Deutsche Versuchsanstalt für Luftfahrt, DVL ("Laboratori Alemany d'Aviació") i el Deutsche Forschungsanstalt für Luftfahrt, DFL ("Institut Alemany d'Investigació de l'Aviació").
En 1989, el DFVLR va ser renombrado a Deutsche Forschungsanstalt für Luft-und Raumfahrt, DLR ("Centre Alemany d'Investigació d'Aviació i Vols Espacials"). Després de la fusió amb la Deutsche Agentur für Raumfahrtangelegenheiten, DARA ("Agència Alemanya de Vols Espacials") el 1997, es reanomenà de nou a la denominació actual Deutsches Zentrum für Luft-und Raumfahrt.

## Projectes
- Mars Express
- Projecte Galileu
- OCA-DLR
- Missió topogràfica Radar Shuttle
- SOFIA